# Дженкинс, Ричард
Ри́чард Дейл Дже́нкинс (англ. Richard Dale Jenkins, род. 4 мая 1947) — американский актёр. Дженкинс начинал свою актёрскую карьеру в театре, и долгое время работал на второстепенных ролях в кино и на телевидении. Его прорывом стала роль Натаниэля Фишера в телесериале HBO «Клиент всегда мёртв» (2001—2005).
Дженкинс был номинирован на премию «Оскар» в категории «Лучшая мужская роль» за роль в фильме «Посетитель» (2007). Он получил прайм-тайм премию «Эмми» в номинации «Лучшая мужская роль в мини-сериале или фильме» за мини-сериал «Что знает Оливия?» (2014). За роль иллюстратора Джайлса в фэнтезийной драме «Форма воды» (2017) Дженкинс получил ряд номинаций, в том числе на премии «Оскар», «Золотой глобус» и Гильдии киноактёров США за лучшую мужскую роль второго плана.

## Ранние годы
Ричард Дженкинс родился и вырос в университетском городке Де-Калб, штат Иллинойс. Его мать, Мэри Элизабет, была домохозяйкой, а отец, Дейл Стивен Дженкинс, работал дантистом. Прежде чем стать актёром, Дженкинс был водителем грузовика по перевозке белья (его боссом был отец актёра Джона С. Райли). Получив позже на актёрском факультете одного из университетов Иллинойса степень бакалавра в области драмы, Дженкинс перебрался работать в Род-Айленд.

## Карьера

### Театр
Дженкинс стал одним из актёров труппы Trinity Repertory Company, Провиденс, Род-Айленд. Там он сыграл во многих спектаклях, из которых можно выделить поставленную специально для телевидения пьесу «Пиры с пантерами» (1974) (эта работа и является дебютом Дженкинса на экране). Позже он был художественным руководителем этого театра с 1990 по 1994 год.

### Кино
Со времени своего дебюта в телепьесе «Пиры с пантерами», он постоянно работал в кино и на телевидении. Одни из наиболее известных работ: «Ханна и её сестры» (1986), «Иствикские ведьмы» (1987), «Заснеженные кедры» (1999) и «Северная страна» (2005). Он также известен своим сотрудничеством с некоторыми известными режиссёрами: снялся у братьев Фаррелли в фильмах «Все без ума от Мэри» (1998), «Я, снова я и Ирэн» (2000), «Первая любовь» (1999) и «Скажи, что это не так» (2001) и братьев Коэнов: «Человек, которого не было» (2001), «Невыносимая жестокость» (2003) и «После прочтения сжечь» (2008). Хотя больше известный как актёр второстепенных ролей, он получил признание критиков и коллег после главной роли в фильме «Посетитель» (2008), за которую получил номинацию на премию «Оскар» в категории «Лучшая мужская роль».
Сыграл главную мужскую роль в фильме ужасов «Хижина в лесу», который вышел на экраны в 2011 году.

### Телевидение
Наибольшую известность среди зрителей он получил за роль отца семейства Натаниеля Сэмюэля Фишера-старшего в культовом сериале канала HBO «Клиент всегда мёртв». Дженкинс играл умершего главу клана Фишеров, который появлялся в фильме либо как призрак, либо как воспоминание главных героев. Его персонаж появлялся во всех сезонах, начиная с первого в 2001 году, и заканчивая последним, пятым, в 2005 году. За эту роль он был номинирован на приз Гильдии киноактёров США в категории «Лучший актёрский состав в драматическом сериале» в 2002 году.

## Личная жизнь
С 1969 года женат на Шэрон Райне Фридрик. У них двое детей — Сара Памела и Эндрю Кеннет.

## Фильмография
| Год       |     | Русское название                     | Оригинальное название                   | Роль                     |
| --------- | --- | ------------------------------------ | --------------------------------------- | ------------------------ |
| 1982      | тф  | Пароль                               | Parole                                  | первый полицейский       |
| 1985      | ф   | Сильверадо                           | Silverado                               | Келли                    |
| 1985—1989 | с   | Полиция Майами                       | Miami Vice                              | агент Эд Уотерс / Гудмен |
| 1985      | с   | Спенсер                              | Spenser: For Hire                       | Текс                     |
| 1986      | ф   | Ханна и её сёстры                    | Hannah and Her Sisters                  | Доктор Уилкс             |
| 1987      | ф   | Иствикские ведьмы                    | The Witches of Eastwick                 | Клайд Олден              |
| 1988      | ф   | Маленький Никита                     | Little Nikita                           | Ричард Грант             |
| 1988      | ф   | Украсть дом                          | Stealing Home                           | Хэнк Чандлер             |
| 1988      | тф  |                                      | In the Line of Duty: The F.B.I. Murders | детектив Хэмилл          |
| 1989      | тф  | На краю                              | Out on the Edge                         | Пол Эветтс               |
| 1989      | ф   | Море любви                           | Sea of Love                             | Грубер                   |
| 1989      | ф   | Блэйз                                | Blaze                                   | Пикеджун                 |
| 1989      | ф   | Как я попал в колледж                | How I Got Into College                  | Билл Браун               |
| 1990      | тф  | Сын — восходящая звезда              | Rising Son                              | Томми                    |
| 1990      | тф  | Когда ты вспомнишь обо мне           | When You Remember Me                    | Вохэн                    |
| 1990      | тф  | Челленджер                           | Challenger                              | Грегори Брюс Джарвис     |
| 1990      | ф   | Голубая сталь                        | Blue Steel                              | Этторни Мел Доулсон      |
| 1991      | тф  |                                      | Kojak: Fatal Flaw                       | Джоэл Литкин             |
| 1991      | тф  | В Каролине не любят ворошить прошлое | Carolina Skeletons                      | Рэди                     |
| 1991      | тф  | Идеальная дань                       | The Perfect Tribute                     | Блэр                     |
| 1992      | тф  | Форсаж                               | Afterburn                               | Эктон Ридер              |
| 1993      | ф   | Из жизни тайных агентов              | Undercover Blues                        | Фрэнк                    |
| 1993      | тф  | Затянувшаяся музыка                  | And The Band Played On                  | Доктор Марк Конент       |
| 1993      | мтф | Куин                                 | Queen                                   | мистер Бенсон            |
| 1994      | ф   | Это могло случиться и с вами         | It Could Happen To You                  | С. Вернон Хейл           |
| 1994      | ф   | Пойманный в раю                      | Trapped in Paradise                     | Агент Шэддус Пейсер      |
| 1994      | ф   | Волк                                 | Wolf                                    | Детектив Бриджер         |
| 1995      | ф   | Лоскутное одеяло                     | How to Make an American Quilt           | Ховелл Саундерс          |
| 1995      | ф   | Индеец в шкафу                       | The Indian In The Cupboard              | Виктор                   |
| 1996      | ф   | Не будите спящую собаку              | Flirting with Disaster                  | Пол Хармон               |
| 1996      | ф   | Кушетка в Нью-Йорке                  | Un divan à New York                     | Кэмптон                  |
| 1996      | ф   | Эдди                                 | Eddie                                   | Карл Циммер              |
| 1996      | тф  | Ребята по соседству                  | The Boys Next Door                      | Боб Клемпер              |
| 1997      | тф  | Смерть в горах                       | Into Thin Air: Death on Everest         | Бек Уэзерс               |
| 1997      | ф   | Абсолютная власть                    | Absolute Power                          | Майкл Маккарти           |
| 1998      | ф   | Все без ума от Мэри                  | There's Something About Mary            | психиатр                 |
| 1998      | ф   | Самозванцы                           | The Impostors                           | Джонни Легуард           |
| 1999      | ф   | Заснеженные кедры                    | Snow Falling on Cedars                  | Шериф Арт Моран          |
| 1999      | ф   | Отряд «Стиляги»                      | The Mod Squad                           | Детектив Боб Мавэшид     |
| 1999      | ф   | Первая любовь                        | Outside Providence                      | Барни                    |
| 1999      | ф   | Исповедь                             | The Confession                          | Косс O’Донелл            |
| 2000      | ф   | С какой ты планеты?                  | What Planet Are You From?               | Дон Фиск                 |
| 2000      | ф   | Я, снова я и Ирэн                    | Me, Myself & Irene                      | Агент Бошейн             |
| 2001—2005 | с   | Клиент всегда мёртв                  | Six Feet Under                          | Натаниэль Фишер          |
| 2001      | с   | Элли Макбил                          | Ally McBeal                             | мистер Боу               |
| 2001      | ф   | Ночь в баре Маккула                  | One Night at McCool's                   | Отец Джимми              |
| 2001      | ф   | Скажи, что это не так                | Say It Isn't So                         | Уолтер Уингфилд          |
| 2001      | ф   | Человек, которого не было            | The Man Who Wasn't There                | Уолтер Абундас           |
| 2002      | ф   | В чужом ряду                         | Changing Lanes                          | Уолтер Арнелл            |
| 2002      | тф  | Грехи отца                           | Sins of the Father                      | Бобби Фрэнк Черри        |
| 2003      | ф   | Оптом дешевле                        | Cheaper by the Dozen                    | Шэйк                     |
| 2003      | ф   | Земное ядро: Бросок в преисподнюю    | The Core                                | Генерал Томас Пёрселл    |
| 2003      | ф   | Маменькин сынок                      | The Mudge Boy                           | Эдгар Мадж               |
| 2003      | ф   | Невыносимая жестокость               | Intolerable Cruelty                     | Фредди Бендер            |
| 2004      | ф   | Давайте потанцуем                    | Shall We Dance                          | Девайн                   |
| 2005      | ф   | Аферисты: Дик и Джейн развлекаются   | Fun with Dick and Jane                  | Фрэнк Баскомб            |
| 2005      | ф   | Ходят слухи                          | Rumor Has It                            | Эрл Хаттинджер           |
| 2005      | ф   | Северная страна                      | North Country                           | Хэнк Эймс                |
| 2007      | ф   | Королевство                          | The Kingdom                             | Роберт Грейс             |
| 2008      | ф   | Посетитель                           | The Visitor                             | Профессор Уолтер Вэйл    |
| 2008      | ф   | Отражение                            | The Broken                              | Джон МакВэй              |
| 2008      | ф   | Сводные братья                       | Step Brothers                           | Роберт Добак             |
| 2008      | ф   | После прочтения сжечь                | Burn After Reading                      | Тед Треффон              |
| 2008      | мф  | Приключения Десперо                  | The Tale of Despereaux                  | Принципал                |
| 2010      | ф   | Дорогой Джон                         | Dear John                               | Мистер Тири              |
| 2010      | ф   | Счастливы вместе                     | Happythankyoumoreplease                 | Пол                      |
| 2010      | ф   | Ешь, молись, люби                    | Eat, Pray, Love                         | Ричард                   |
| 2010      | ф   | В ожидании вечности                  | Waiting for Forever                     | Ричард Твист             |
| 2010      | ф   | Впусти меня                          | Let Me In                               | Опекун Эбби              |
| 2011      | ф   | Ромовый дневник                      | The Rum Diary                           | Лоттерман                |
| 2011      | ф   | Секс по дружбе                       | Friends with Benefits                   | Мистер Харпер            |
| 2011      | ф   | Безбрачная неделя                    | Hall Pass                               | Кокли                    |
| 2012      | ф   | Гуманитарные науки                   | Liberal Arts                            | профессор Питер Хоберг   |
| 2012      | ф   | Ограбление казино                    | Killing Them Softly                     | Водитель                 |
| 2012      | ф   | Грязные игры                         | The Company You Keep                    | Джед Льюис               |
| 2012      | ф   | Джек Ричер                           | Jack Reacher                            | Алекс Родин              |
| 2012      | ф   | Хижина в лесу                        | The Cabin in the Woods                  | Гэри Ситтерсон           |
| 2013      | мф  | Турбо                                | Turbo                                   | Бобби                    |
| 2013      | ф   | Штурм Белого дома                    | White House Down                        | Элай Раффелсон           |
| 2014      | ф   | Колыбельная                          | Lullaby                                 | Роберт                   |
| 2014      | ф   | Божий карман                         | God's Pocket                            | Ричард Шеллбёрн          |
| 2014      | с   | Что знает Оливия?                    | Olive Kitteridge                        | Генри Киттеридж          |
| 2015      | ф   | Костяной томагавк                    | Bone Tomahawk                           | помощник шерифа Цикорий  |
| 2015      | ф   | В центре внимания                    | Spotlight                               | Ричард Сайп              |
| 2016      | ф   | Холлеры                              | The Hollars                             | Дон Холлер               |
| 2016      | ф   | ЛБД                                  | LBJ                                     | сенатор Ричард Рассел    |
| 2016—2019 | с   | Берлинская резидентура               | Berlin Station                          | Стивен Фрост             |
| 2017      | ф   | Конг: Остров черепа                  | Kong: Skull Island                      | сенатор Эл Уиллис        |
| 2017      | с   | Товарищ детектив                     | Comrade Detective                       | Влад Ангел               |
| 2017      | ф   | Форма воды                           | The Shape of Water                      | Джайлс                   |
| 2020      | ф   | Каджиллионер                         | Kajillionaire                           | Роберт Дайн              |
| 2020      | ф   | Последняя Смена                      | The Last Shift                          | Стэнли                   |
| 2021      | ф   | Аллея кошмаров                       | Nightmare Alley                         | Эзра Гриндл              |
| 2021      | ф   | Люди                                 | The Humans                              | Эрик Блейк               |

## Награды и номинации
| Ассоциация                     | Год  | Категория                                         | Работа                  | Результат |
| ------------------------------ | ---- | ------------------------------------------------- | ----------------------- | --------- |
| «Оскар»                        | 2009 | Лучшая мужская роль                               | Посетитель              | Номинация |
| «Оскар»                        | 2018 | Лучшая мужская роль второго плана                 | Форма воды              | Номинация |
| «Золотой глобус»               | 2018 | Лучшая мужская роль второго плана — кинофильм     | Форма воды              | Номинация |
| Прайм-тайм премия «Эмми»       | 2015 | Лучшая мужская роль в мини-сериале или фильме     | Что знает Оливия?       | Победа    |
| «Выбор телевизионных критиков» | 2015 | Лучшая мужская роль в мини-сериале или фильме     | Что знает Оливия?       | Номинация |
| «Независимый дух»              | 1997 | Лучшая мужская роль второго плана                 | Не будите спящую собаку | Номинация |
| «Независимый дух»              | 2009 | Лучшая мужская роль                               | Посетитель              | Номинация |
| «Независимый дух»              | 2016 | Лучшая мужская роль второго плана                 | Костяной томагавк       | Номинация |
| «Спутник»                      | 2008 | Лучшая мужская роль — драма                       | Посетитель              | Победа    |
| «Спутник»                      | 2014 | Лучшая мужская роль — мини-сериал или телефильм   | Что знает Оливия?       | Номинация |
| Премия Гильдии киноактёров США | 2002 | Лучший актёрский состав в драматическом сериале   | Клиент всегда мёртв     | Номинация |
| Премия Гильдии киноактёров США | 2009 | Лучшая мужская роль                               | Посетитель              | Номинация |
| Премия Гильдии киноактёров США | 2015 | Лучшая мужская роль в телефильме или мини-сериале | Что знает Оливия?       | Номинация |
| Премия Гильдии киноактёров США | 2018 | Лучшая мужская роль второго плана                 | Форма воды              | Номинация |